# ハリー・ホース
ハリー・ホース（Harry Horse 1960年5月9日 - 2007年1月10日）は、スコットランドの作家、漫画家。
イングランド中南部の都市、コヴェントリーに生まれる。「スコットランド・オン・サンデー」紙の政治マンガ家として活躍後、子どものための物語や絵本を30冊以上手がけるようになった。シェトランド諸島出身の妻マンディー、愛犬ルーとともに、エディンバラ郊外の丘を見渡す農場に暮らし、ケイジャン・ミュージックに魅せられ、バンジョー演奏者として2つのバンドに参加していた。
2007年1月10日、シェトランド諸島ウェスト・ブッラの自宅にて妻やペットと共に死亡しているのが発見された。当局は妻が多発性硬化症に苦しんでいた事に絶望し、無理心中を行ったと結論付けているが、遺族や知人はその結論に対し異議を唱えている。